# Schott AG
Schott AG er en tysk multinational producent af glas og glaskeramik. Virksomheden har hovedkvarter i Mainz og ejes af fonden Carl-Zeiss-Stiftung. Schoot blev grundlagt i 1884 af Otto Schott, der krediteres opfindelsen af borsilikatglas.